# James E. Darnell

James Edwin Darnell Jr. (Columbus, 9 de setembro de 1930) é um biólogo estadunidense que contribuiu significantemente para o processamento de RNA e para a sinalização de citocina. Ele é o autor do livro de biologia celular Molecular Cell Biology.
Em 2004, Darnell foi eleito membro estrangeiro da Academia Real das Ciências da Suécia.